# 십자로 (1986년 영화)
《십자로》(영어: Crossroads) 혹은 랄프 마치오의 십자로는 미국에서 제작된 월터 힐 감독의 1986년 뮤지컬 드라마 영화이다. 랠프 마치오 등이 출연하였고, 마크 칼라이너 등이 제작에 참여하였다.
상업적으로는 성공하지 못하였으나 평단으로부터 좋은 평가를 받았다.

## 줄거리
줄리아드 스쿨에서 클래식 기타를 전공하는 17살 유진은 전설적인 블루스 음악가 로버트 존슨의 유실된 곡을 찾던 중 존슨의 친구인 음악가 윌리 브라운을 찾아가게 된다.

## 출연진
- 랠프 마치오
- 조 세니카
- 제이미 거츠
- 로버트 저드
- 조 모턴
- 스티브 바이
- 데니스 립스컴
- 해리 케리 주니어
- 존 행콕
- 앨런 아버스
- 그레천 파머
- 팀 러스

## 기타 제작진
- 총괄 제작: 팀 지너먼
- 협력 제작: 메이 우즈
- 배역: 주디스 홀스트라, 마샤 로스
- 미술: 잭 T. 콜리스